# Moria (folclândia)

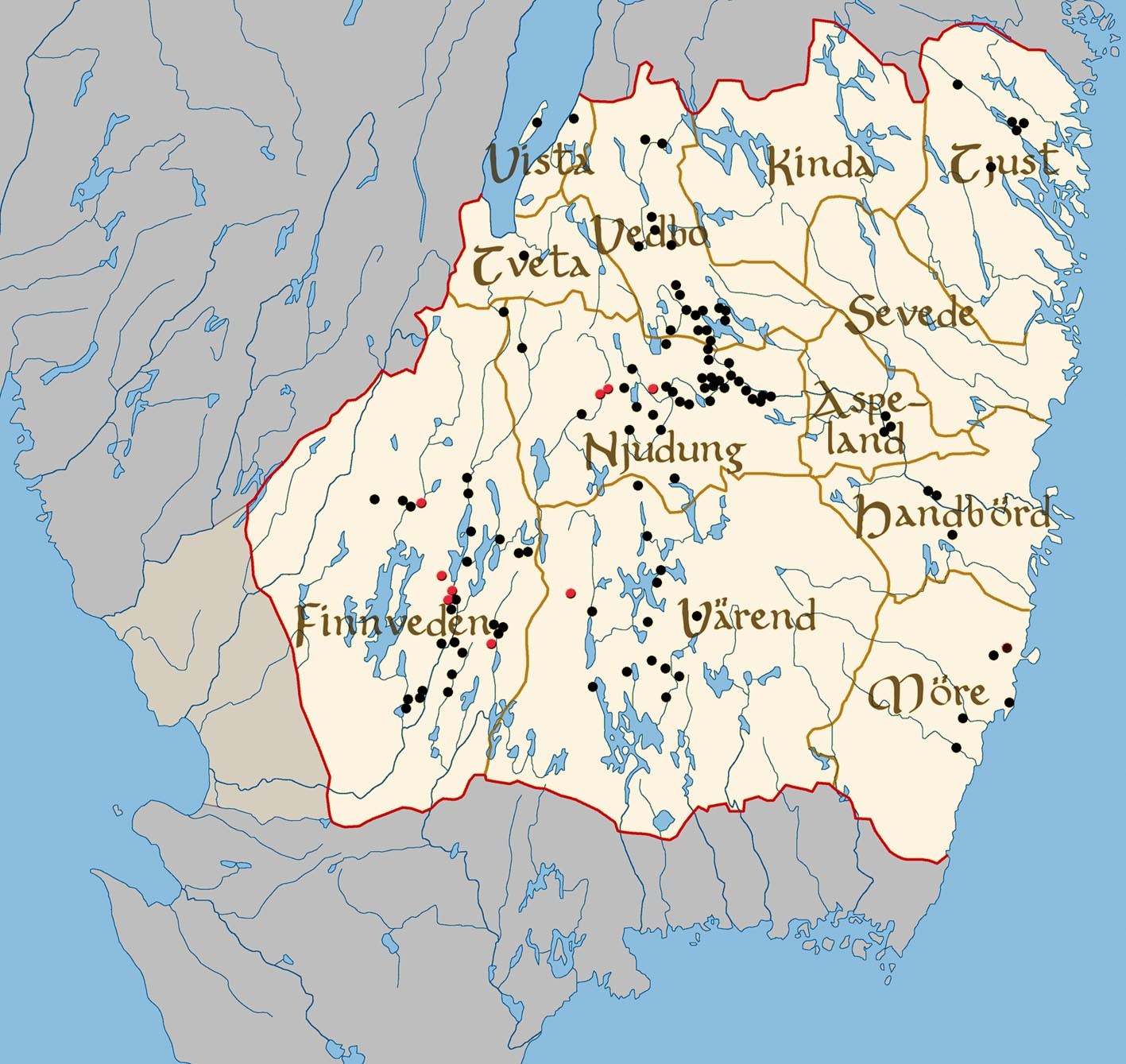
As pequenas terras da Esmolândia. Os pontos pretos e vermelhos marcam as pedras rúnicas da região

Moria (em latim: Moria; em sueco: Möre) era uma das treze terras pequenas (semelhantes às folclândias da Uplândia) que se uniram para formar a Esmolândia, na Suécia, e compunha parte de sua porção sudeste.

## História
Durante a Idade Média, Moria consistia nas atuais comunas de Calmar, Torsos e Nibro (exceto a paróquia de Crocsmola) e as porções orientais da paróquia de Vissefiarda na comuna de Emaboda. Com sede em Calmar, bem cedo foi dividida numa porção norte e outra sul (hundredos). Eclesiasticamente, era subordinada à Diocese de Lincopinga e juridicamente vigorava ali a Lei da Gotalândia Oriental.
Seu nome significa "terras úmidas arborizadas" e durante a Idade Média a região estava cheia de florestas e pântanos. Nessa época, se produzia ali minério de ferro e havia pequenas fazendas. Segundo carta de março de 1422, fruto do conflito entre dominicanos e o bispo de Lincopinga, os primeiros acumulara fundos de cerca de 170 anos de pessoas pobres de Moria, Olândia e Sydherd, fundos destinados a Sevede, Asbolândia e Handborda.  Nils Dacke liderou, em 1542, a revolta camponesa na Esmolândia chamada Guerra de Dacke contra o rei Gustavo I (r. 1523–1560). Antes de ser obrigado a fugir, tentou exortar os camponeses de Handborda e Moria a manterem-se alinhados a ele.